# 滑りとねじれのない転がし
滑りとねじれのない転がし（英: rolling without slipping or twisting）とは、n次元リーマン多様体をn次元平面上「滑り」も「ねじれ」もなく転がす事である。

滑りとねじれのない転がし

すなわち、n次元リーマン多様体M上に曲線{\displaystyle \sigma _{1}(t)}を取り（図の青の線）、{\displaystyle \sigma _{1}(t)}に沿ってMをn次元平面{\displaystyle \mathbb {R} ^{n}}上を「滑ったり」、「ねじれたり」する事なく転がしたときにできる曲線の軌跡を{\displaystyle \sigma _{0}(t)}とする（図の紫の線）。この{\displaystyle \sigma _{0}(t)}をM上のリーマン計量によって記述するのが、「滑りとねじれのない転がし」の問題である。
{\displaystyle \sigma _{0}(t)}はリーマン計量から定まるカルタン接続により決定する事が知られており、またM上の{\displaystyle \sigma (t)}に沿った（レヴィ・チヴィタ接続に関する）平行移動が{\displaystyle \mathbb {R} ^{n}}上の平行移動と自然に対応する事が知られている。

以下、本項では特に断りがない限り、単に多様体、関数等といった場合はC∞級のものを考える。また特に断りがない限りベクトル空間は実数体上のものを考え、多様体は縁のないものを考える。

## 定義と基本的性質

### 定義
上ではMを{\displaystyle \mathbb {R} ^{n}}上転がす場合を考えたが、より一般に、リーマン多様体M1を別のリーマン多様体M0上転がす場合の定義を与える。
まず定義を天下り的に与える。
定義 ― 
M0、M1をユークリッド空間{\displaystyle \mathbb {R} ^{N}}のn次元部分多様体とする。区間Iから{\displaystyle \mathbb {R} ^{N}}の合同変換群{\displaystyle \mathrm {Euc} _{N}(\mathbb {R} )}へのなめらかな写像
{\displaystyle g~:~I\to \mathrm {Euc} _{N}(\mathbb {R} )}
がM1のM0上の滑りとねじれのない転がしであるとは、M1上の区分的になめらかな曲線
{\displaystyle \sigma _{1}~:~I\to M_{1}}
が存在し、
{\displaystyle \sigma _{0}(t):=g(t)\sigma _{1}(t)}
とすると、任意の{\displaystyle t\in I}に対し、以下が成立する事を言う。gは{\displaystyle \sigma _{1}}に沿った滑りとねじれのない転がしといい、{\displaystyle \sigma _{0}(t)}を{\displaystyle \sigma _{1}(t)}のgによる発展（英: development）という。
1. 「転がし」条件[注 4]：
  1. {\displaystyle \sigma _{0}(t)\in M_{0}}
  2. {\displaystyle T_{\sigma _{1}(t)}M_{1}=T_{\sigma _{0}(t)}M_{0}}
2. 「滑りなし」条件：
  1. {\displaystyle {\dot {g}}(t)g(t){}^{-1}\sigma _{0}(t)=0}
3. 水平方向の「ねじれなし」条件
  1. {\displaystyle ({\dot {g}}(t)g(t)^{-1})_{*}T_{\sigma _{0}(t)}M_{0}\subset T_{\sigma _{0}(t)}^{\bot }M_{0}}
4. 垂直方向の「ねじれなし」条件
  1. {\displaystyle ({\dot {g}}(t)g(t)^{-1})_{*}T_{\sigma _{0}(t)}^{\bot }M_{0}\subset T_{\sigma _{0}(t)}M_{0}}

ここで{\displaystyle {\dot {g}}(t)}は{\displaystyle g(t)}のtによる微分であり、{\displaystyle T_{\sigma _{i}(t)}M_{i}}はMiの{\displaystyle \sigma _{i}(t)}における接ベクトル空間を自然に{\displaystyle \mathbb {R} ^{N}}の部分空間とみなしたものであり、{\displaystyle T_{\sigma _{i}(t)}^{\bot }M_{i}}は{\displaystyle T_{\sigma _{i}(t)}M_{i}}の直交補空間である。

### 定義の直観的な意味
定義の各条件の直観的な意味は以下の通りである：

#### 「転がし」条件
「転がし」条件：M1を合同変換{\displaystyle g(t)}で変換したとき、１つ目の条件は{\displaystyle \sigma _{1}(t)\in M_{1}}が{\displaystyle \sigma _{0}(t)\in M_{0}}とが重なる事を意味し、2つ目の条件はM1とM0とが接する事を意味する。

#### 「滑りなし」条件
{\displaystyle \sigma _{0}(t)\in M_{0}}の「無限小合同変換」{\displaystyle {\tfrac {d}{ds}}g(t+s)g^{-1}(t)|_{s=0}={\dot {g}}(t)g(t)^{-1}}での{\displaystyle \sigma _{0}(t)}の移動が0になる事を要請している。簡単のため時刻t0に{\displaystyle \sigma _{0}(t)}が{\displaystyle \sigma _{1}(t)}に重なるよう変換した
{\displaystyle {\tilde {\sigma }}_{1}(t):=g(t_{0})\sigma _{1}(t)}
{\displaystyle {\tilde {g}}_{0}(t):=g(t)g(t_{0})^{-1}}
を考えると、
{\displaystyle {\dot {{\tilde {\sigma }}_{1}}}(t_{0})}{\displaystyle ={\tfrac {d}{dt}}{\tilde {g}}(t){\tilde {\sigma }}_{0}(t)|_{t=t_{0}}}{\displaystyle ={\dot {\tilde {g}}}(t_{0}){\tilde {\sigma }}_{0}(t_{0})+{\tilde {g}}(t_{0}){\dot {\tilde {\sigma }}}_{0}(t_{0})}{\displaystyle ={\dot {g}}(t_{0})\sigma _{0}(t_{0})+{\dot {\sigma }}_{0}(t_{0})}

であるので、滑りなし条件は任意のt0に対し{\displaystyle {\dot {\tilde {\sigma }}}_{0}(t_{0})={\dot {\sigma }}_{1}(t_{0})}が成立する事と同値であり、したがって{\displaystyle \sigma _{0}(t)\in M_{0}}の長さ{\displaystyle \int _{0}^{t}\|{\dot {\sigma }}_{0}(t)\|dt=\int _{0}^{t}\|{\dot {\tilde {\sigma }}}_{0}(t)\|dt}が{\displaystyle \sigma _{1}(t)\in M_{1}}の長さと等しくなる事と意味する。

もし{\displaystyle \sigma _{1}(t)}が「滑って」いれば{\displaystyle \sigma _{0}(t)}と{\displaystyle \sigma _{1}(t)}の長さが異なってしまうので、上記の条件は滑りがない事を意味すると解釈できる。

#### 水平方向の「ねじれなし」条件
{\displaystyle {\tilde {\sigma }}_{1}(t)}、{\displaystyle {\tilde {g}}(t)}を前述のように取ると、{\displaystyle T_{{\tilde {\sigma }}_{1}(t_{0})}({\tilde {g}}(t_{0})M_{1})=T_{\sigma _{0}(t_{0})}M_{0}}である。したがって水平方向の「ねじれなし」条件は時刻t0にはM0に接していた{\displaystyle {\tilde {g}}(t)_{*}(T_{\sigma _{1}(t_{0})}(M_{1}))=T_{{\tilde {\sigma }}_{1}(t)}({\tilde {g}}(t)M_{1})}が{\displaystyle {\tilde {g}}(t)M_{1}}の「無限小回転」により鉛直方向にのみ移動する事を保証する。図１のように平面上で自転している物体の場合、平面に水平な微分が生じ、水平方向に「ねじれて」いる事になる。

#### 垂直方向の「ねじれなし」条件
水平方向のねじれなし条件と同様、{\displaystyle {\tilde {g}}(t)_{*}(T_{\sigma _{1}(t_{0})}^{\bot }(M_{1}))=T_{{\tilde {\sigma }}_{1}(t)}^{\bot }({\tilde {g}}(t)M_{1})}が{\displaystyle {\tilde {g}}(t)M_{1}}の「無限小回転」により水平方向にのみ移動する事を保証する。図２では直線（図示せず）の周りを円が回転しているが、この場合、直線に鉛直な方向の微分が残り、垂直方向に「ねじれて」いる事になる。
- 図１：平面（図示せず）の上を自転している物体。水平方向の微分成分が残る。
- 図２：鉛直方向の直線（図示せず）の周りを回転する円。直線に垂直な方向の微分成分が残る。

### 基本的な性質
滑りとねじれのない転がしは一意に存在する：
定理 ― M0、M1を{\displaystyle \mathbb {R} ^{N}}に埋め込まれた２つのn次元完備リーマン多様体とし、{\displaystyle \sigma _{1}~:~I\to M_{1}}をM1上の区分的になめらかな曲線とする。このときσ1に沿ったM1のM0上の滑りとねじれのない転がし{\displaystyle g~:~I\to \mathrm {Euc} _{N}(\mathbb {R} )}が一意に存在する。
よってgの一意性から、{\displaystyle \sigma _{0}~:~I\to M_{0}}をσ1のgによる発展とするとき、σ0の事を（gを明示せず）σ1の発展と呼ぶ。
明らかに以下の「対称律」が成立する：
定理 ― 記号を上と同様に取り、{\displaystyle \sigma _{0}~:~I\to M_{0}}をσ1の発展とする。このとき、g-1はσ1に沿ったM0のM1上の滑りとねじれのない転がしであり、σ1の発展はσ0である。
また「推移律」も成立する：
定理 ― M0、M1、M2
を{\displaystyle \mathbb {R} ^{N}}に埋め込まれた3つのn次元リーマン多様体とし、{\displaystyle \sigma _{2}~:~I\to M_{2}}をM1上の区分的になめらかな曲線とする。
g2をσ2に沿ったM2のM1上の滑りとねじれのない転がしとし、σ1をその発展とする。
さらにg1をσ1に沿ったM1のM0上の滑りとねじれのない転がしとし、σ0をその発展とする。
このとき、{\displaystyle g_{2}\circ g_{1}}はσ2に沿ったM2のM0上の滑りとねじれのない転がしであり、その発展はσ0である。

## カルタン接続およびレヴィ・チヴィタ接続との関係

### カルタン接続との関係
{\displaystyle (M,g)}をリーマン多様体とすると、{\displaystyle (M,g)}にはユークリッド幾何学{\displaystyle (G,H)=(\mathrm {Iso} (\mathbb {E} ^{n}),O(n))}をモデルとする捩れのないカルタン幾何学{\displaystyle (\pi ,P,\omega )}の構造が一意に入る事が知られている。
σ1をM上の区分的になめらかな曲線とすると、カルタン幾何学構造{\displaystyle (\pi ,P,\omega )}により定まるσ1の発展
{\displaystyle \sigma _{0}~:~I\to G/H=\mathrm {Euc} _{n}(\mathbb {R} ^{n})/O(n)\approx \mathbb {R} ^{n}}

が定義可能である。実はこのカルタン幾何学の意味での発展は、滑りとねじれのない転がしによる発展と一致する：
定理 ― Mを{\displaystyle \mathbb {R} ^{N}}のn次元部分多様体とし、{\displaystyle \sigma _{1}~:~I\to M}を区分的になめらかな曲線とする。
このとき、σ1の滑りとねじれのない転がしによる{\displaystyle \mathbb {R} ^{n}\subset \mathbb {R} ^{N}}への発展は、σ1のカルタン幾何学の意味での発展と一致する。

### レヴィ-チヴィタ接続との関係
n次元リーマン多様体{\displaystyle M\subset \mathbb {R} ^{N}}を曲線{\displaystyle \sigma _{1}~:~I\to M}に沿って滑りもねじれもなく{\displaystyle \mathbb {R} ^{n}\subset \mathbb {R} ^{N}}転がしたときの発展を{\displaystyle \sigma _{0}~:~I\to \mathbb {R} ^{n}}とすると、時刻tに{\displaystyle \sigma _{1}(t)}が{\displaystyle \mathbb {R} ^{n}}に接した瞬間に{\displaystyle T_{\sigma _{1}(t)}M}が{\displaystyle \mathbb {R} ^{n}}に重なるので、自然に写像
{\displaystyle \varphi _{t}~:~T_{\sigma _{1}(t)}M\to \mathbb {R} ^{n}}

が定義できる。この写像を使うと、Mのレヴィ・チヴィタ接続∇の幾何学的意味を述べることができる：
定理 ― {\displaystyle v(t)\in T_{\sigma _{1}(t)}M}を{\displaystyle \sigma _{1}(t)}に沿ったM上のベクトル場とすると、以下が成立する：
{\displaystyle \varphi _{t}\left({\nabla  \over dt}v(t)\right)={d \over dt}\varphi _{t}(v(t))}
すなわち、曲線{\displaystyle \sigma _{1}(t)}に沿った{\displaystyle v(t)}の共変微分を{\displaystyle \mathbb {R} ^{n}}に移したものは、{\displaystyle v(t)}を移したものを通常の意味で微分したものに一致する。この事実から特に、レヴィ-チヴィタ接続による平行移動と{\displaystyle \mathbb {R} ^{n}}における通常の意味での平行移動の関係を示すことができる：
系 ― {\displaystyle \sigma _{1}(a)}における接ベクトル{\displaystyle v}をM上曲線{\displaystyle \sigma _{1}(t)}に沿って（レヴィ・チヴィタ接続の意味で）平行移動したものを{\displaystyle v'}とするとき、{\displaystyle \sigma _{0}(a)}におけるベクトル{\displaystyle \varphi _{a}(v)}を{\displaystyle \mathbb {R} ^{n}}上{\displaystyle \sigma _{0}(b)}まで通常の意味で平行移動したものは{\displaystyle \varphi _{b}(v')}に等しい。